# ميخائيل إدواردز
ميخائيل إدواردز (بالإنجليزية: Michael Edwards)‏ هو ملحن أمريكي، ولد في 1893، وتوفي في 1962.

## وصلات خارجية
- ميخائيل إدواردز على موقع ميوزك برينز (الإنجليزية)
- ميخائيل إدواردز على موقع ديسكوغز (الإنجليزية)